# Trisillabo
Nella metrica italiana, il trisillabo (detto anche ternario) è un verso che conta tre sillabe metriche.
Se l'accento si trova sulla seconda sillaba, quindi se l'ultima parola è piana, il verso comprende regolarmente tre sillabe; se invece la parola è tronca o sdrucciola avremo rispettivamente due oppure quattro sillabe.

## Esempi di versi trisillabi
Questo verso è molto raro in italiano e lo si trova generalmente frammischiato ad altri versi più lunghi. Palazzeschi lo apprezzò e ne fece uso assai spesso: all'interno di La fontana malata, per esempio, troviamo dopo alcuni quadrisillabi i versi